# Athenian Brewery
Athenian Brewery S.A. (грец. Αθηναϊκή Ζυθοποιία Α.Ε., Афінська пивоварня) — підприємство харчової промисловості Греції, зайняте виробництвом та реалізацією пива та мінеральних вод. Лідер грецького ринку пива за обсягами виробництва. Належить одному з лідерів світового ринку пива — нідерландській корпорації «Heineken».
Продукція експортується до 30 країн Європи, Африки та Америки. У свою чергу, компанія виступає імпортером та дистрибутором на ринку Греції пива виробництва інших міжнародних підрозділів Heineken.

## Історія
Підприємство було засновано 1963 року групою грецьких підприємців, які у співробітництві з нідерландською пивною корпорацією Amstel Brouwerij B.V. двома роками пізніше розпочали випуск пива на потужностях в індустріальній зоні Афін. Першим пивом, випущеним Афінською пивоварнею 1965 року стало Amstel Lager, яке з 1976 року і по сьогодні залишається найпопулярнішим сортом на грецькому пивному ринку.
1968 року Amstel Brouwerij B.V. об'єдналася з іншим нідерландським пивоварним концерном — Heineken N.V., а Афінська пивоварня стала операційним підрозділом Heineken у Греції. 1974 року було побудовано виробничий філіал компанії у Салоніках.
З 1993 року асортимент продукції було розширено початком випуску мінеральної води на новозбудованому виробничому підрозділі в районі міста Ламія, розташованого в регіоні, багатому мінеральними джерелами. 
Перший власний пивний бренд компанія започаткувала 2000 року, почавши випуск пива Alfa (ΑΛΦΑ).
Афінська пивоварня визнана найкращим роботодавцем 2011 року в Греції в категорії найбільших підприємств країни (понад 250 робочих місць).

## Асортимент продукції

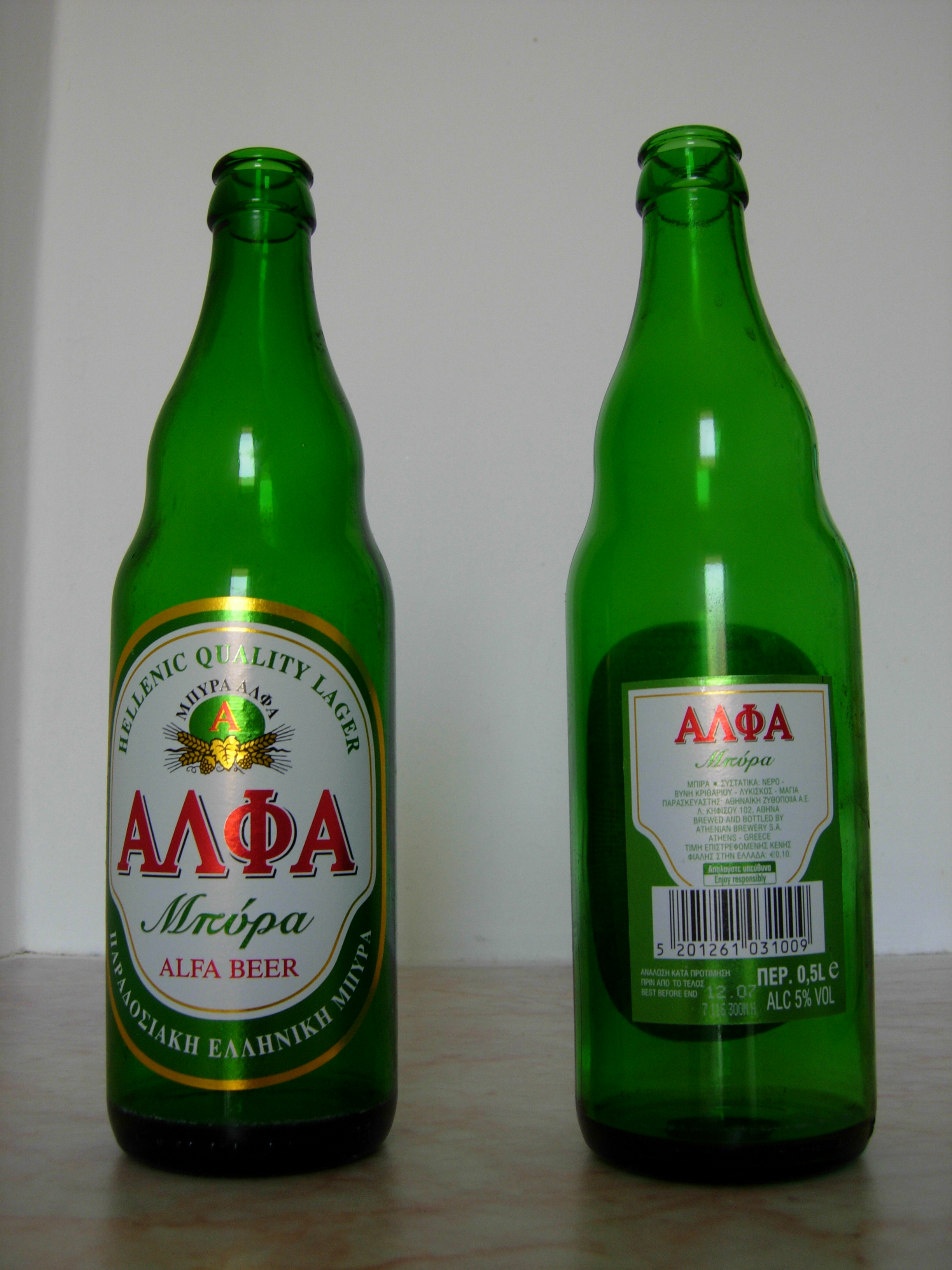
Пляшки з-під пива ΑΛΦΑ

Компанія виробляє такі сорти пива власних торговельних марок:
- Alfa (ΑΛΦΑ) — Алк.: 5,0 %.
- Fürstenbräu — Алк.: 4,3 %.
- Marathon — Алк.: 5,0 %.
- Zorbas — Алк.: 5,0 %.

Також на виробничих потужностях Athenian Brewery випускаються ліцензійні сорти пива, торговельні марки яких належать Heineken:
- Amstel Lager — Алк.: 5,0 %.
- Buckler Lager — безалкогольне пиво.
- Fischer Pilsner — Алк.: 5,0 %.
- Heineken Lager — Алк.: 5,0 %.

Athenian Brewery виступає імпортером та дистрибутором на ринку Греції пива, виробленого на підприємствах Heineken за кордоном, зокрема торговельних марок: Amstel Bock, Amstel Light, Carib, Chimay, Desperados, Duvel, Erdinger, König Pilsener, McFarland, Murphy's Irish Stout, Murphy's Irish Red та Kirin.
Підприємство є виробником натуральних мінеральних вод під торговельною маркою ІОЛІ (грец. ΙΟΛΗ).